# Lac Triadelphia
Le lac Triadelphia est situé dans le comté de Howard et de Montgomery  dans l'état du Maryland, à proximité de la ville de Brookeville.
Il a été créé en 1943 par la construction d'un barrage sur la rivière Patuxent.

## Histoire
La vallée était occupée à l'origine par des tribus d'indiens.
Le nom du lac vient de la ville de Triadelphia qui avait été fondée en 1809 par des Quakers. Une manufacture de coton y avait été construite. En 1843 un incendie détruit l'usine. En 1868 des inondations dévastent une partie de la ville, et une autre inondation a fini de détruire le reste de la ville. En 1905 la ville est abandonnée, avant d'être submergée par la retenue du barrage en 1943. Le barrage a été mis en service en 1944. Seule une cloche provenant de la ville a été préservée.
Le lac sert de réserve d'eau potable pour l'agglomération de Washington située au sud.